# Salatrim
Salatrim, acronimo di Short And Long chain Acyl TRIglyceride Molecule, è un ingrediente alimentare accettato come sostituto a ridotto apporto energetico dei grassi alimentari, in accordo con il Regolamento EU N. 258/97 sui nuovi ingredienti alimentari, emesso nel 2003 dal Parlamento Europeo. Nel 1999 l'azienda Danisco ha chiesto l'approvazione in Gran Bretagna per l'utilizzo del salatrim e sue varianti come ingrediente negli alimenti. Nel 2001 il Comitato Scientifico per i Prodotti Alimentari appartenente all'EFSA ha emesso il suo parere, dichiarando il salatrim e le sue varianti sicure per il consumo umano.

## Preparazione
Salatrim è preparato mediante interesterificazione non enzimatica di triacetina, tripropionina, tributirina (trigliceridi a corta catena), o del loro miscuglio con olio idrogenato di canola, soia, semi di cotone o girasole.

## Caratteristiche
A temperatura ambiente si presenta da liquido trasparente di colore lievemente ambrato a sostanza solida di consistenza cerosa leggermente colorata. Privo di particelle e di odori particolari o rancidi.

### Distribuzione degli esteri del glicerolo[1]
- Trigliceridi: > 87%
- Digliceridi: ≤ 10%
- Monogliceridi: ≤ 2%

### Composizione in acidi grassi[1]
- acidi grassi a catena lunga (LCFA): 33-70%
- acidi grassi a catena corta (SCFA): 30-67%
- acidi grassi saturi a catena lunga: <70% in peso
- acidi grassi trans: < 1%
- acidi grassi liberi come acido oleico: < 0,5%

## Apporto energetico
L'energia contenuta in un grammo di salatrim è di 6 kcal (25 kJ), quindi una riduzione del 33% dell'energia rispetto ad un grammo di grassi (9 kcal, 37 kJ). Questi valori sono stati inclusi nella tabella contenente i coefficienti di conversione per il calcolo dell'energia, nel Regolamento Europeo n. 1169/2011, relativo all'etichettatura dei prodotti alimentari.

## Avvertenze e restrizioni
Le varianti di salatrim possono essere immesse sul mercato quali ingredienti di prodotti da forno e di pasticceria. La denominazione “grasso a basso tenore energetico (salatrim)” deve comparire in etichetta in quanto tale o nell'elenco degli ingredienti, inoltre deve essere segnalato in modo chiaro che "il consumo eccessivo può provocare disturbi gastro-intestinali" e che "i prodotti non sono destinati ad essere consumati dai bambini".